# Hartmut Maurer

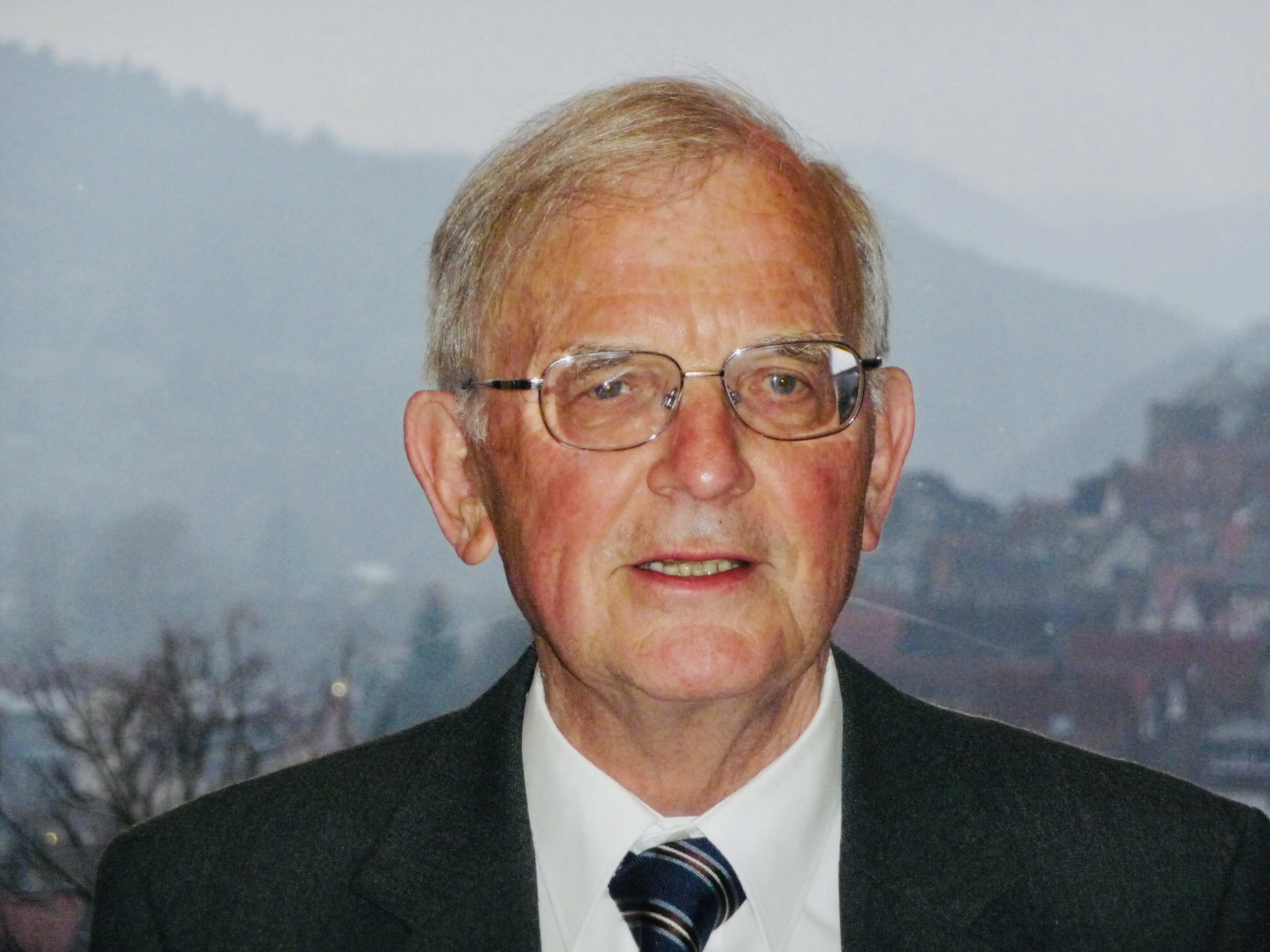
Hartmut Maurer (2009)

Hartmut Maurer (* 6. März 1931 in Stuttgart; † 6. Januar 2024) war ein deutscher Rechtswissenschaftler und Hochschullehrer.

## Leben
Maurer wurde als Sohn eines Pfarrers geboren und studierte Rechtswissenschaft an den Universitäten Tübingen und Göttingen. In Tübingen wurde er Mitglied der Studentenverbindung AV Nicaria Tübingen im SB. Seine Staatsexamina legte er 1954 in Tübingen und 1959 in Stuttgart ab. An der Universität Göttingen promovierte er dann 1957 bei Werner Weber über die Verwaltungsgerichtsbarkeit der evangelischen Kirche. Nach einer Tätigkeit als wissenschaftlicher Assistent bei Günter Dürig an der Universität Tübingen erfolgte 1964 seine Habilitation.
Nach Lehrstuhlvertretungen an den Universitäten Saarbrücken, der FU Berlin, Lausanne, Göttingen und Marburg wurde er 1969 ordentlicher Professor für Öffentliches Recht an der Universität Marburg; 1978 folgte seine Berufung auf den Lehrstuhl für Staatsrecht, Verwaltungsrecht und Kirchenrecht an der Universität Konstanz. Seit dem 1. April 1999 war Maurer emeritiert.
Im Nebenamt engagierte er sich in verschiedenen kirchlichen Gremien, u. a. in den Landessynoden der Evangelischen Kirche von Kurhessen-Waldeck (1974–1978) und der Evangelischen Landeskirche in Baden (1990–2002) sowie in der Synode der Evangelischen Kirche in Deutschland (1996–2002).
2001 wurde er mit dem Bundesverdienstkreuz ausgezeichnet.
Im September 2019 gehörte er zu den etwa 100 Staatsrechtslehrern, die sich mit dem offenen Aufruf zum Wahlrecht Verkleinert den Bundestag! an den Deutschen Bundestag wandten.

## Wissenschaftliches Werk
Seine Forschungsschwerpunkte lagen in den Gebieten Staatslehre, Staatsorganisationsrecht, Grundrechte, Verfassungsgerichtsbarkeit, Allgemeines Verwaltungsrecht, Staatshaftungsrecht, Kommunalrecht, der Verfassungsgeschichte der Neuzeit und dem Kirchen- und Staatskirchenrecht.
Sein bekanntestes Werk ist das Lehrbuch „Allgemeines Verwaltungsrecht“, das in der 21. Auflage (2024) vorliegt und 1980 in erster Auflage erschienen war. Es gilt als Standardwerk für das Allgemeine Verwaltungsrecht und dient in Studium und Praxis sowohl als Lehr- wie als Nachschlagewerk. Das Werk zeichnet sich dadurch aus, dass es zum einen echte Forschungsliteratur ist und zum anderen ein didaktisch geschickt aufbereitetes Lehrbuch. Von der Bedeutung für das Verwaltungsrecht ist es mit dem alten Werk Ernst Forsthoffs als gleichwertig anzusehen. Mit seiner großen Verbreitung hat es nicht nur das deutsche Verwaltungsrecht, sondern durch Übersetzungen in mehrere Sprachen auch die Rechtsentwicklung in Frankreich, China, Taiwan, Estland, Polen, Brasilien und Korea beeinflusst. Das Werk zeichnet sich durch unprätentiöse eingängige Sprache und die Herausarbeitung der wesentlichen Strukturen aus der enormen Stofffülle aus. Mit seinem später erschienenen Lehrbuch zum Staatsorganisationsrecht „Staatsrecht I“ hat Maurer einen weiteren Grundlagenband vorgelegt, der 2023 in der 7. Auflage erschien. Durch seinen geschichtsorientierten Ansatz stellt er die Materie selbst für rechtswissenschaftliche Laien verständlich dar. Mit den beiden Werken ist Hartmut Maurer seit langem der erste, der im öffentlichen Recht sowohl ein bedeutendes Werk zum Allgemeinen Verwaltungs- als auch zum Verfassungsrecht veröffentlichte.